# Parris Campbell
Parris John Campbell Jr. (Akron, 16 luglio 1997) è un giocatore di football americano statunitense che milita nel ruolo di wide receiver per i Philadelphia Eagles della National Football League (NFL).

## Carriera universitaria
Campbell al college giocò a football con gli Ohio State Buckeyes dal 2015 al 2018. Nell'ultima stagione fu inserito nella formazione ideale della Big Ten Conference

## Carriera professionistica

### Indianapolis Colts
Campbell fu scelto nel corso del secondo giro (59º assoluto) del Draft NFL 2019 dagli Indianapolis Colts. Debuttò come professionista subentrando nella gara del primo turno contro i Los Angeles Chargers facendo registrare una ricezione da una yard. La sua stagione da rookie si chiuse con 18 ricezioni per 127 yard e un touchdown in 7 partite, 3 delle quali come titolare, lottando contro gli infortuni come un'ernia e la rottura di una mano che gli fece perdere un mese di gioco.

### New York Giants
Il 16 marzo 2023 Campbell firmó con i New York Giants.

### Philadelphia Eagles
Il 21 marzo 2024 Campbell firmò con i Philadelphia Eagles. Fu svincolato il 27 agosto dopo di che rifirmò con la squadra di allenamento.

## Palmarès
- Super Bowl : 1

Philadelphia Eagles: LIX
- National Football Conference Championship:1

Philadelphia Eagles: 2024